# Gherardo Mechini

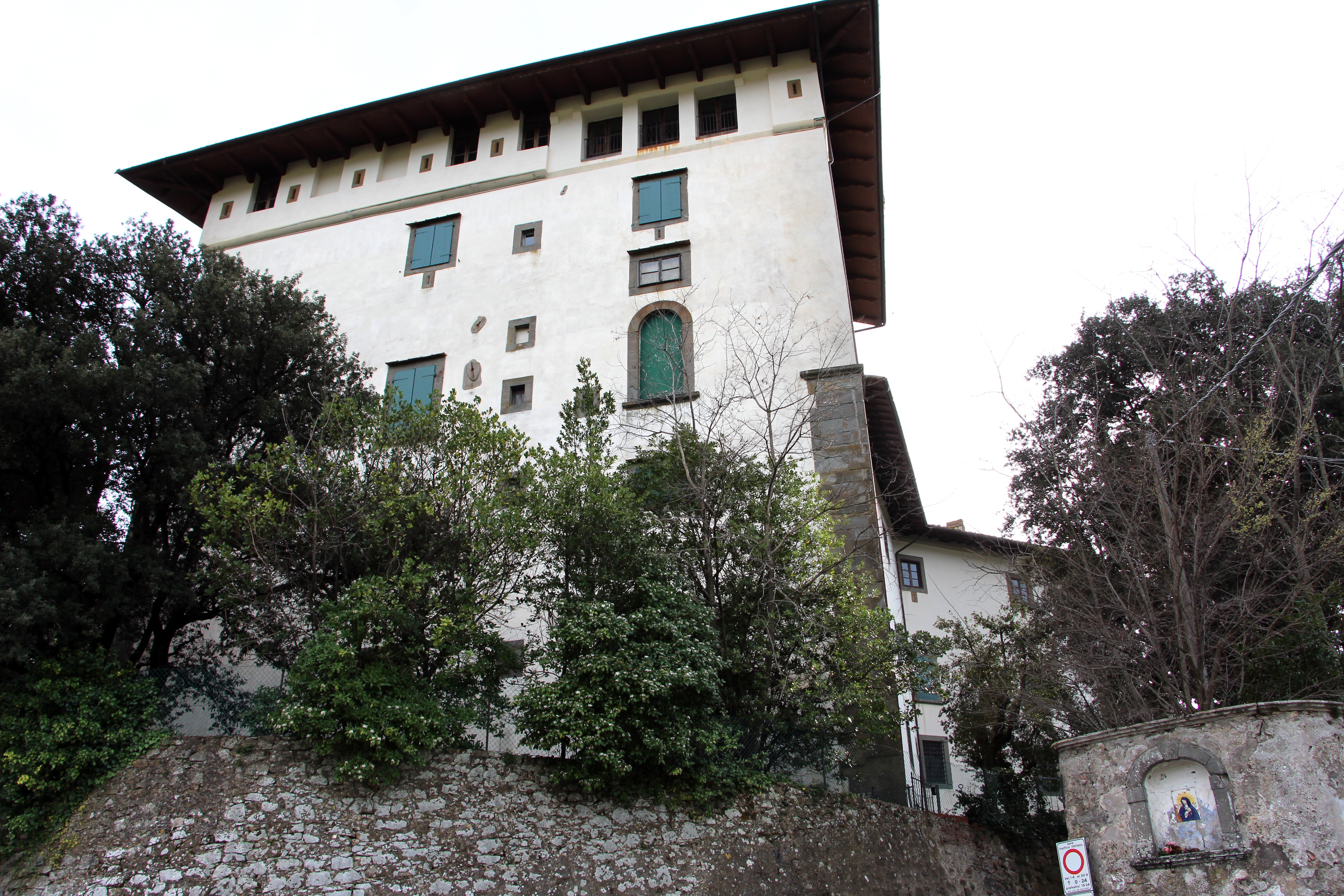
Villa di Montevettolini

Gherardo Mechini (Firenze, 1550 circa – 1621) è stato un architetto e cartografo italiano.

## Biografia
Svolse tutta la sua carriera al servizio dei granduchi di Toscana Ferdinando I e Cosimo II,  occupandosi di tantissimi progetti e cantieri.
Fin dal 1581 fu giovane capomastro e collaborò con Buontalenti, di cui fu allievo, sul cantiere della villa di Artimino,  secondo alcuni con sempre maggior autonomia nelle scelte architettoniche. Alla morte del maestro continuò molti suoi cantieri come quello della villa dell'Ambrogiana.
Nel 1597 fu nominato "architetto di Sua Altezza". Partecipò al restauro della lanterna del Duomo di Firenze, danneggiata da un fulmine nel 1601.
Per  Arezzo si occupò del completamento dell'acquedotto e della fontana in piazza Grande (1603).
Progettò un ponte a Pontedera e uno a Scandicci.
Per la villa di Poggio a Caiano progettò il corpo staccato delle cucine.
Per il giardino di Boboli progettò le ghiacciaie e fu 'ingegnere per i problemi statici'.
Fu anche un ottimo cartografo e in questo campo la sua attività fu principalmente finalizzata alla regimentazione idraulica e ai progetti di bonifica della Valdichiana in cui Mechini ebbe un ruolo importante. Infatti unì capacità progettuali a competenze tecniche soprattutto idrauliche tanto da essere nominato anche "ingegnere del fiume Arno".

### Opere
- Villa di Montevettolini (dal 1597), realizzata inglobando delle preesistenti strutture difensive.
- Santuario di Santa Maria della Fontenuova  a Monsummano Terme (1602-1605).
- La chiesa di San Michele a Castello (1608-1617)
- Monastero delle suore Clarisse a Montecarlo (dal 1610).
- Madonna delle Grazie a Montemarciano, attribuito (1060-1617).[5]
- Tribuna ottagonale della chieda della Madonna del Pozzo a Empoli (1610-1621).
- Santuario di Santa Maria della Pietà a Prato (1617-1620).[5]